# Wahneta
Wahneta är en ort (CDP) i Polk County, i delstaten Florida, USA. Enligt United States Census Bureau har orten en folkmängd på 5 091 invånare (2010) och en landarea på 5,8 km².